# Ray Cadieux
Raymond "Ray" Cadieux, född 27 december 1941 i Ottawa, är en kanadensisk före detta ishockeyspelare.
Cadieux blev olympisk bronsmedaljör i ishockey vid vinterspelen 1968 i Grenoble.